# Cláudia de Lorena
Cláudia de Lorena (em francês:  Claude-Françoise de Lorraine; 6 de outubro de 1612 – 2 de agosto de 1648) foi duquesa consorte de Lorena de 1634 a 1648.

## Biografia
Cláudia era a filha do duque Henrique II da Lorena e de Margarida Gonzaga, sendo a irmã mais nova da duquesa Nicole de Lorena, esposa de Carlos IV da Lorena.
En 1624, com a morte de seu pai, o duque Henrique II, Nicole sobe ao trono Loreno, juntamente com o marido, Carlos IV, embora o testamento de Henrique II lembrasse que Carlos teria direito ao trono apenas enquanto consorte de Nicole. No entanto, um documento anterior, o testamento do duque Renato II (morto em 1508), estabelecia a lei sálica na sucesso dos ducados. Os estados Gerais da Lorena e de Bar decretam que o tio paterno de Nicole e Cláudia, o então Francisco, Conde de Vaudémot, deveria reinar como Francisco II da Lorena e de Bar.
ESte abdica poucos dias depois, a favor do seu filho Carlos, casado com Nicole. Carlos IV que, em 1637, contratara casamento com Beatriz de Cusance, tenta anular o seu casamento com Nicole, não sendo bem sucedido.
Ele põe em prática uma política imprudente que põe em perigo a independência dos ducados. Em 1632, dá a sua irmã Margarida de Lorena em casamento a Gastão, Duque de Orleães, irmão e herdeiro do rei Luís XIII de França, mas sem o consentimento deste último. Gastão encontrava-se abertamente em guerra contra o irmão, e esta aliança foi a gota de água que provocou a ira do rei. Assim, em 1633, os Franceses ocupam militarmente os ducados e forçam Carlos IV a abdicar a 17 de janeiro de 1634 a favor do seu irmão mais novo, Nicolau Francisco, Conde de Vaudémont, cardeal e bispo de Toul.
Após a abdicação deixa o ducado e coloca-se ao serviço dos Habsburgos para combater o ocupante, enquanto a restante família ducal permanece sob residência vigiada no seu palácio de Lunéville. Como os franceses não reconheciam a validade da Lei Sálica na Lorena, havia o risco do ministro-chefe de França, o Cardeal Richelieu, forçar o casamento de Cláudia de Lorena com um príncipe à sua escolha que implementasse uma política favorável à França em detrimento dos interesses morenos.

### Casamento e descendência
A solução foi o casamento de Cláudia com o seu próprio primo. Para tal, este renunciou aos votos eclesiásticos e solicitou as necessárias dispensas papais, dado tratar-se de um casamento consanguíneo. O casamento celebrou-se em Lunéville, no dia 18 de fevereiro de 1634.
Apesar de mantidos sob vigilância em Nancy, o casal acaba por fugir disfarçados de camponeses passando por Florença, Munique e, por fim, Viena onde se juntam aos parentes, enquanto Nicole fora levada para Paris, devidamente escoltada.
Deste casamento nasceram cinco filhos:
- Fernando Filipe (Ferdinand-Philippe), (1639–1659), Duque de Bar;
- Carlos (Charles) (1643-1690), que veio a ser Duque Soberano de Lorena e de Bar;
- Ana Leonor (Anne-Éléanore) (1645-1648);
- Ana Maria Teresa (Anne Marie Thérèse) (1648-1661), abadessa de Remiremont, sem geração;
- Maria Ana (Marie-Anne) (1648 - ?).

### Último tempos
Cláudia de Lorena morre no exílio, em Viena, aos 35 anos ao dar à luz as gémeas Maria Ana e Ana Maria. Será sepultada na igreja de Saint-François-des-Cordeliers, em Nancy.